# ريتش فاونتين (ميزوري)
ريتش فاونتين (بالإنجليزية: Rich Fountain)‏ هي إحدى المجتمعات الفردية (غير مصنفة) في ولاية ميزوري في الولايات المتحدة الأمريكية.